# ناقل حركة شبه تلقائي

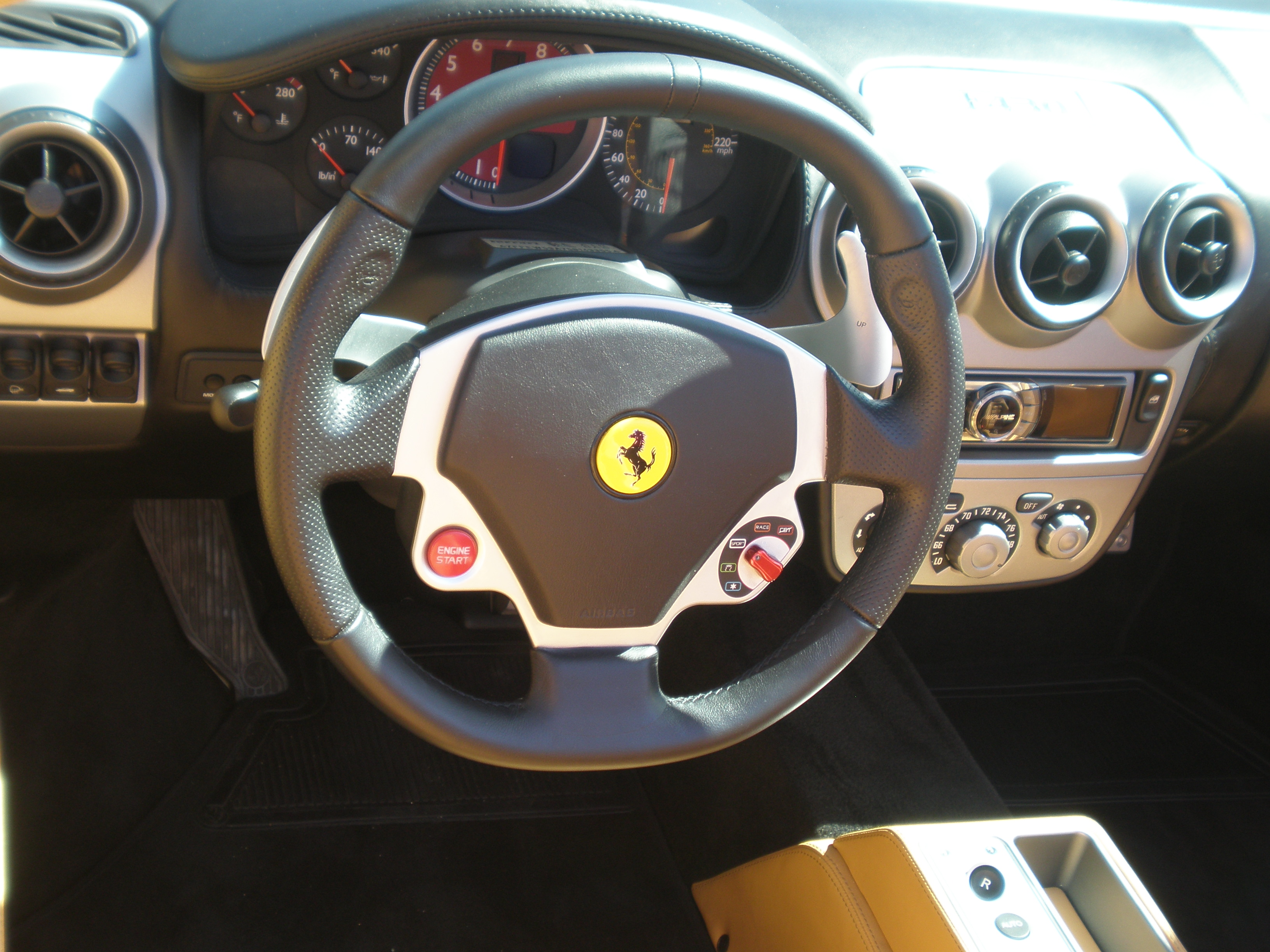

علبة التروس شبة أوتوماتيكية (بالإنجليزية: semi-automatic transmission)‏، تسمى أيضاً بقير التعشيق اليدوي والأوتوماتيكي (AMT)، قير التعشيق اليدوي من دون كلتش، أو علبة التروس ذو تعشيق عادي وأوتوماتيكي، وهي عبارة عن علبة تروس للسيارات مصممة مثل  صندوق التروس العادي. يوجد فقط تغير في عملية تعشيق اوتوماتي بدلا من بنية التعشيق الكاملة. في عملية نقل الحركة الشبه تلقائية يقوم كمبيوتر بعمليه التحكم في القابض. والتكنولوجيا الأساسية لعمل صنندوق التروس الـ AMT هو كمبيوتر التحكم،
فهو يجمع بين الراحة من استخدام مع انخفاض في استهلاك الوقود، ويمكن تطبيقها على أي نقل للحركة، مع تكلفة أقل مقارنة بنقل الحركة الآلية التقليدية بواسطة علبة التروس.

## أنواع الــAMT
1. 1- ناقل الحركة المزدوج
2. 2- اليدوية والكهربائية انتقال مثل (علبة التروس اليدوية BMW ، SMG)
3. 3- اليدوي المتعدد الإرسال
4. 4- Saxomat

## اقرأ أيضا
- صندوق تروس أتوماتي
- صندوق التروس
- مكبس